# キクシノブ
キクシノブ(Pachypleuria repens (L. fil.) Kato)は、シダ植物門シノブ科キクシノブ属の植物で、常緑性の多年草である。着生植物で、葉の形がキクに似ている。

## 特徴
根茎は長く匍匐し、多数の根を出して岩などに着生する。根茎は径約1-1.5mm、一面に褐色の鱗片をつける。
葉は根茎からまばらに出て、長さ十数cm、その約半分が葉柄である。葉柄の基部は褐色を帯び、次第に緑色になり、まばらに鱗片をつける。葉身は三角っぽいか五角っぽい形で、羽状か基部の方で少し二回羽状に裂ける。葉質は堅くて厚みがあり、深緑で表面にはつやがある。葉裏はやや色が薄く、滑らか。どちらの面にも葉脈はほとんど浮かない。
葉の縁は丸い鋸歯が並び、裏側ではその切れ込みのところの内側に一つずつ胞子嚢群がつく。胞子嚢群は円形の包膜に覆われる。

## 成育環境など
湿気の多いところの岩や樹幹に着生する。小柄なので他の植物に紛れやすい。名前は菊忍で、シノブに似た植物で、葉の形がキクに似ている事によると思われる。確かに荒く裂けたその葉の形は栽培種のキクのそれに似ている。
日本では紀伊半島、四国南東部、九州南部と琉球にあり、国外では広くアジアの熱帯域に分布し、アフリカにはない。

## 近似の種

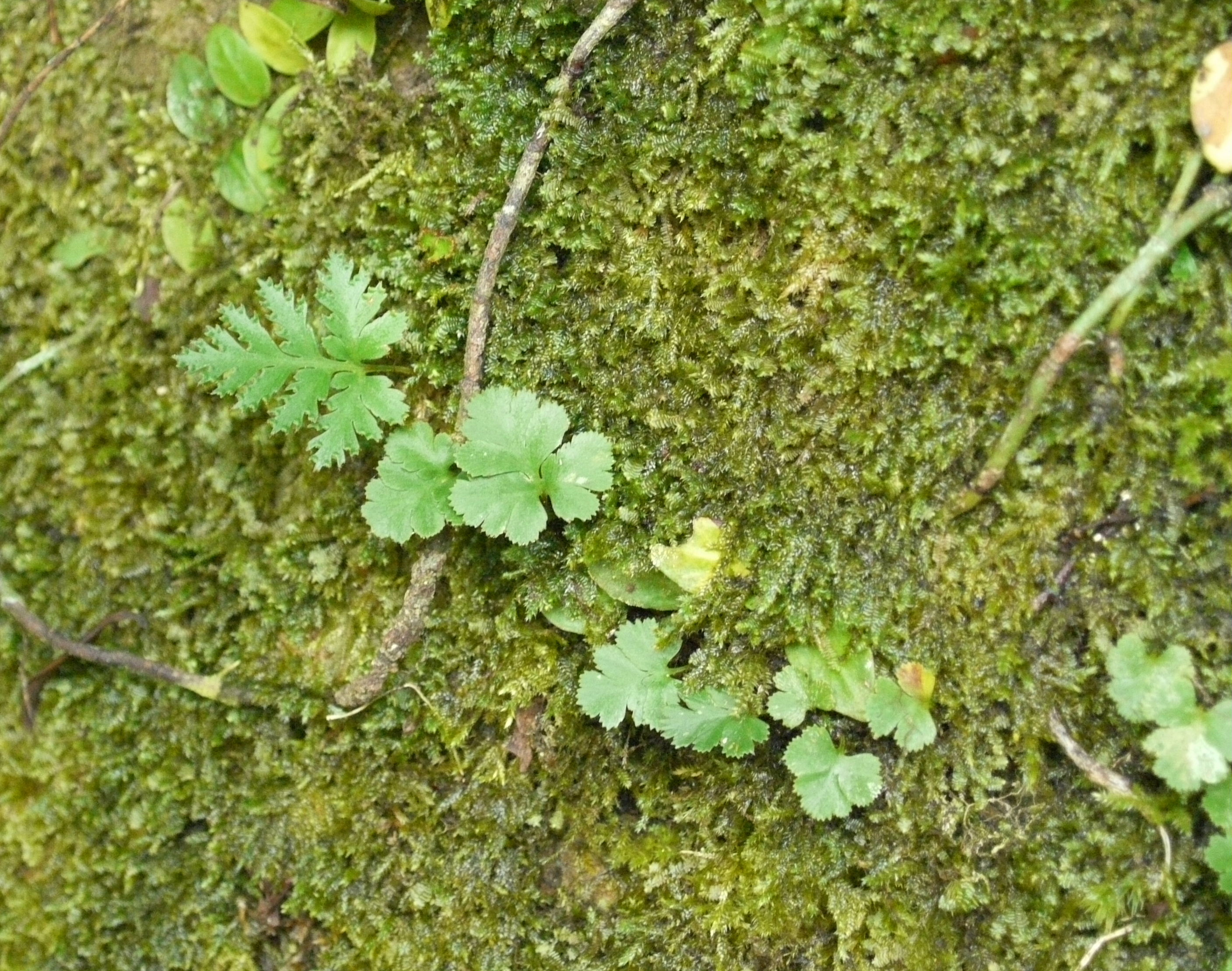
シマキクシノブ（沖縄本島）

キクシノブ属はアジアの熱帯域を中心に約40種が知られる。日本産の同属の種としては、琉球列島にシマキクシノブ (P. vestita (Bl.) Kato) がある。全体にキクシノブに似ているが、葉が二回から三回羽状に裂ける。奄美以南の琉球列島と小笠原諸島の一部に分布し、国外では台湾とマレーシアから知られる。

## 利用
小さくまとまった形と厚みのある葉から鑑賞価値が高く、栽培されることもある。ただし、湿度の管理など栽培そのものは難しく、本種をうまく栽培できる腕があれば、たいていのシダは栽培できるともされる。
日本ではもともと分布域が限られている上、上述のように栽培用に採集されることで個体数が著しく減少しており、絶滅危惧種に指定されている。